# Joseph Alcazar
Joseph Alcazar (15 de junho de 1911 - 4 de abril de 1979) foi um futebolista francês. Ele competiu na Copa do Mundo FIFA de 1934, sediada na Itália.